# Бахадир I Ґерай
Бахадир I Ґерай (крим. I Bahadır Geray, ١ بهادر كراى‎; 1602—1641) — кримський хан у 1637—1641 рр. з династії Ґераїв, наступник Інаета Ґерая, попередник Мехмеда IV Ґерая. Син Селямета I Ґерая.
З дитинства жив у Османській імперії, де здобув добру освіту. Бувши ханом, продовжив політику попередника у відносинах із знаттю. Спирався на союз з кланом Ширін, спільно з яким зробив нові акції з приведення Мансурів до покори, що закінчилося відходом мас ногайців за межі Кримського півострова.
Основною зовнішньополітичною акцією хана стали переговори з Османською імперією і Москвою про ситуацію, що склалася навколо османської фортеці Азак (Азов), узятої донськими козаками в 1638 р. Прислухавшись до рішення кримських беїв, Бахадир I не бажав ризикувати своїми людьми для звільнення цього османського володіння, маючи намір надати султанові самому понести основний тягар операції з повернення Азака. Згодом все ж таки вийшов до Азаку на допомогу османським військам.
Відомий як поет, що створив під псевдонімом Ремзій безліч ліричних творів, деяка частина з яких дійшла до нашого часу.
У Азакському поході захворів на чуму і, повернувшись до Криму, помер у Гезльові.